# Vinnie Jones
Vincent "Vinnie" Peter Jones (Watford, 5 januari 1965) is een Engels acteur en voormalig prof voetballer. Als middenvelder kwam hij achtereenvolgens uit voor Wimbledon FC, Leeds United FC, Chelsea FC, Queens Park Rangers en het Welsh voetbalelftal (omdat zijn grootouders uit Wales kwamen). Na zijn carrière als prof voetballer acteerde Jones in films als Lock, Stock and Two Smoking Barrels, Snatch en Gone in 60 Seconds. Ook was hij te zien in televisie reclamespots van Bacardi.

## Voetbalcarrière
Vinnie Jones begon zijn voetbalcarrière bij Wealdstone in de voormalige Alliance Premier League. Hij speelde in 1986 ook een seizoen bij de Zweedse derdeklasser IFK Holmsund en leidde het team naar de titel.
In het najaar van 1986 verhuisde Jones naar Wimbledon FC voor tienduizend pond. Deze ploeg noemde zich destijds ook 'Crazy Gang'. Ze noemden zich zo omdat ze in 1988 de FA Cup-finale wonnen tegen topfavoriet Liverpool FC en vanwege de vechters mentaliteit, die zich kenmerkte door een groot aantal overtredingen. Liverpool FC was in die tijd de dominantste ploeg van Engeland. Lawrie Sanchez, een aanvallende middenvelder, was de doelpuntenmaker (1–0).
In de zomer van 1989 vertrok Jones naar Leeds United FC. Hij kwam in een ploeg terecht met veel jonge voetballers onder leiding van Howard Wilkinson. In zijn tijd promoveerde het team van de Football League Second Division naar de Football League First Division in Engeland. Toen bewees hij dat hij zijn slechte kant op het voetbalveld ook achterwege kon houden. In heel dat seizoen pakte hij slechts drie gele kaarten.
Al vroeg, tijdens het seizoen 1990-1991, verliet hij Leeds United FC. Hij moest plaats maken voor opkomende jonge talenten in het eerste team. Tot op de dag van vandaag blijft hij een zeer populair en geliefd persoon onder fans van Leeds United FC. Hij heeft de badge van de club op zijn been getatoeëerd.
Zijn voormalige manager bij Wimbledon FC, Dave Bassett, liet hem een contract tekenen bij Sheffield United FC, om hem een jaar later te verkopen aan de Engelse topclub uit Londen, Chelsea FC. Na slechts één seizoen op Stamford Bridge, het stadion van Chelsea FC, keerde hij terug naar Wimbledon FC. Hij bleef daar tot hij in 1998 speler-coach werd van Queens Park Rangers. Hij was veelbesproken toen hij een vrijstaande managerspost wou innemen bij de club, maar dat mislukte.

## Erelijst
| Competitie                      |            |            |            |            |
| Competitie                      | Aantal     | Jaren      |            |            |
| Wealdstone                      | Wealdstone | Wealdstone | Wealdstone | Wealdstone |
| ------------------------------- | ---------- | ---------- | ---------- | ---------- |
| Alliance Premier League         | 1x         | 1984/85    |            |            |
| Holmsund                        |            |            |            |            |
| Division 3                      | 1x         | 1985/86    |            |            |
| Wimbledon                       |            |            |            |            |
| FA Cup                          | 1x         | 1987/88    |            |            |
| Leeds United                    |            |            |            |            |
| Football League Second Division | 1x         | 1989/90    |            |            |

## Filmografie
| jaar | titel                               | rol                    |
| ---- | ----------------------------------- | ---------------------- |
| 2015 | 6 Ways to Sundown                   | John Doe               |
|      | Checkmate                           | Lu                     |
|      | Awaken (aka: A Perfect Vacation)    | Sarge                  |
|      | Absolution                          | The Boss               |
|      | Toxin                               | Renner                 |
|      | Inversion                           | Doug                   |
| 2014 | The Calculator (aka: Vychislitel)   | Yust van Borg          |
|      | Gutshot Straight                    | Carl                   |
|      | Reaper                              | Rob                    |
|      | Beyond Justice                      | Vincent Delacruz       |
|      | Way of the Wicked                   | John Elliot            |
|      | A Certain Justice                   | Bennett                |
|      | Redirected                          | Golden Pole            |
| 2013 | Blood of Redemption                 | Campell                |
|      | Ambushed                            | Vincent Camastra       |
|      | Extraction                          | Ivan Rudovsky          |
|      | Escape Plan                         | Cipier Drake           |
|      | In Security                         | Tillinghast            |
|      | Fractured                           | Quincy                 |
|      | Company of Heroes                   | Brent Willoughby       |
| 2012 | Magic Boys                          | Jack Varga             |
|      | Fire with Fire                      | boyd                   |
|      | Freelancers                         | Sully                  |
|      | Madagascar 3: Europe's Most Wanted  | Freddie the Dog (stem) |
|      | Hijacked                            | Brandon Nutt           |
| 2011 | Age of the Dragons                  | Stubbs                 |
|      | Cross                               | Gunnar                 |
| 2010 | The Heavy                           | Dunn                   |
|      | Chuck: Chuck vs. The Three Words    | Karl Stromberg         |
|      | Locked Down                         | Anton Vargas           |
|      | Smokin' Aces 2: Assasin's Ball      | Finbar McTeague        |
| 2008 | Hell Ride                           | Billy Wings            |
|      | The Midnight Meat Train             | Mahogany               |
| 2007 | Strength and Honour                 | Smasher O'Driscoll     |
|      | The riddle                          | Mike Sullivan          |
|      | The Condemned                       | McStarley              |
|      | 7-10 Split                          | Roddy                  |
| 2006 | X-Men: The Last Stand               | Juggernaut             |
|      | Played                              | Detective Brice        |
|      | She's the Man                       | Dinklage               |
|      | Johnny Was                          | Johnny Doyle           |
|      | The Other Half                      | The Boss               |
| 2005 | Mysterious Island                   | Bob                    |
|      | Submerged                           | Henry                  |
|      | Slipstream                          | Winston Briggs         |
|      | The Number One Girl                 | Dragos Molnar          |
| 2004 | Tooth                               | The Extractor          |
|      | Blast!                              | Michael Kittredge      |
|      | The Big Bounce                      | Lou Harris             |
|      | EuroTrip                            | Mad Maynard            |
|      | Survive Style 5+                    | Hired Killer           |
| 2002 | Night at the Golden Eagle           | Rodan                  |
| 2001 | Mean Machine                        | Danny Meehan           |
|      | Swordfish                           | Marco                  |
| 2000 | Snatch                              | Bullet Tooth Tony      |
|      | Gone in 60 Seconds                  | The Sphinx             |
|      | Rebel Yell: The Billy Idol Story    | Bob Andrews            |
| 1998 | Lock, Stock and Two Smoking Barrels | Big Chris              |